# NGC 3136
NGC 3136 je galaksija u zviježđu Kobilici.

## Vanjske poveznice
- SEDS: NGC 3136